# Отилия фон Мандершайд-Бланкенхайм-Кайл
Отилия фон Мандершайд-Бланкенхайм-Кайл (на немски: Ottilia von Manderscheid-Blankenheim-Keyl; * 30 юли 1536; † 9 август 1597 във Вестербург) е графиняна от Мандершайд–Бланкенхайм-Кайл и чрез женитба графиня на Лайнинген-Вестербург (1561 – 1584).
Тя е голямата дъщеря на граф Арнолд I фон Мандершайд-Бланкенхайм (1500 – 1548) и съпругата му графиня Маргарета фон Вид (ок. 1505 – 1571), вдовица на граф Бернхард фон Бентхайм (1490 – 1528), дъщеря на граф Йохан III фон Вид (ок. 1485 – 1533) и съпругата му графиня Елизабет фон Насау-Диленбург (1488 – 1559). Майка ѝ е сестра на Фридрих IV фон Вид († 1568), архиепископ и курфюрст на Кьолн (1562 – 1567).
Сестра е на граф граф Херман (1535 – 1604), императорски съветник, Йохан (1538 – 1592), епископ на Страсбург (1569 – 1592), Еберхард (1542 – 1607) и на Елизабет (1544 – 1588), княжеска абатиса в Есен (1575 – 1578), омъжена на 18 декември 1578 г. за граф Вирих VI фон Даун-Фалкенщайн (1540 – 1598).
Отилия умира на 9 август 1597 г. във Вестербург на 61 години.

## Фамилия
Отилия фон Мандершайд-Бланкенхайм се омъжва на 14 юли 1561 г. за граф Райнхард II фон Лайнинген-Вестербург (1530 – 1584), син на граф Куно II фон Лайнинген-Вестербург (1487 – 1547) и съпругата му Мария фон Щолберг-Вернигероде (1507 – 1571). Те имат децата:
- Катарина (1564 – 1630), омъжена на 22 май 1597 г. в Рудолщат за Георг Шенк фон Лимпург (1564 – 1628)
- Валпургис (1565 – 1612)
- Албрехт Филип (1567 – 1597)
- Елизабет (1568 – 1617), омъжена на 2 март 1591 г. във Вайлбург за граф Албрехт VII фон Шварцбург-Рудолщат (1537 – 1605)
- Херман (1571 – сл. 1600)
- Йохан Лудвиг (1572 – 1597)
- Мария (1574 – 1575)
- Юлиана (1576 – млада)